# Peter Hüttner
Jan Peter Hüttner (født 10. december 1945 i Göteborg) er en svensk forfatter og skuespiller.
Peter Hüttner begyndte sin karriere på Folkteatern i Göteborg i 1968 og blev efterfølgende ansat på Atelierteatern. Han dimitterede fra Teaterhögskolan i Malmö i 1972 og har arbejdet på blandt andet Helsingborg stadsteater, Stockholms stadsteater, Göteborgs stadsteater, Riksteatern og Folkan.
Hüttner er mest kendt for sin rolle som retsmediciner Oljelund i tv-serien Beck. Han har også medvirket i spillefilmen Den store badedag fra 1991, der er instrueret af Stellan Olsson.

## Udvalgt filmografi
- En kärleks sommar (1979)
- Sinkadus (tv-serie, 1980)
- Varning för Jönssonligan (1981)
- Ærter og knurhår (1986)
- Varuhuset (tv-serie, 1989)
- Den store badedag (1991)
- Pariserhjulet (1993)
- Hvide løgne (1995)
- Beck (tv-serie, 1997-2009)
- C/o Segemyhr (tv-serie, 1999)